# Vælgererklæring
 Denne artikel omhandler overvejende eller alene danske forhold. Hjælp gerne med at gøre artiklen mere almen.
En vælgererklæring er i Danmark en erklæring afgivet af en stemmeberettiget vælger, der støtter, at et parti kan opstille til enten folketingsvalg eller Europa-Parlamentsvalg. Lovgrundlaget for vælgererklæringer er folketingsvalgloven og Europa-Parlamentsvalgloven.
Vælgererklæringer indsamles digitalt på webstedet https://www.vaelgererklaering.dk/ som blev åbnet 12. januar 2016.

## Vælgererklæringer til folketingsvalg
For at stille op til et folketingsvalg, kræves det at et parti indsamler et antal vælgererklæringer der mindst svarer til 1/175 af samtlige gyldige stemmer ved det sidst afholdte folketingsvalg. Det er efter Folketingsvalget 2022 20.195 vælgererklæringer.
Partier som har fået mandater indvalgt i Folketinget ved et Folketingsvalg, og som fortsat er repræsenteret i Folketinget ved næste valg, er automatisk opstillingsberettigede uden at indsamle vælgererklæringer. Det tyske mindretals parti, Slesvigsk Parti, behøver ikke at indsamle vælgeerklæringer, men kan til enhver tid stille op til Folketinget.

## Vælgererklæringer til Europa-Parlamentsvalg
For at stille op til et Europa-Parlamentsvalg i Danmark, kræves det at et parti indsamler et antal vælgererklæringer der mindst svarer til 2 % af samtlige gyldige stemmer ved det sidst afholdte folketingsvalg. Det er efter Folketingsvalget 2022 70.680 vælgererklæringer.
Partier som har fået mandater indvalgt i Folketinget ved et Folketingsvalg, og som fortsat er repræsenteret i Folketinget seks uger før et Europa-Parlamentsvalg, samt partier som har fået mandater indvalgt i Europa-Parlamentet og som fortsat er repræsenteret i Europa-Parlamentet seks før et Europa-Parlamentsvalg, er automatisk opstillingsberettigede uden at indsamle vælgererklæringer.

## Digitalisering
Tidligere brugtes papirblanketter til indsamling af vælgererklæringer.
I 2014 brugte Alternativet og Dukkepartiet som de første partier en digital vælgererklæring, som man underskrev ved at tegne sin signatur med en computermus. Løsningen, der var udviklet af programmøren Martin Kæstel Nielsen, var samme år blevet godkendt af Indenrigsministeriet, idet man vurderede, at den opfyldte valglovens daværende krav til en personlig underskrift. I 2016 lancerede Social- og Indenrigsministeriet den nuværende hjemmeside vælgererklæring.dk hvor man underskriver med NemID.

## Gyldighed og procedure
Når et parti vil starte en indsamling af vælgererklæringer, skal det først have sit partinavn godkendt af Valgnævnet. Navnet må bl.a. ikke kunne forveksles med andre godkendte partiers navne. En godkendelse af et partinavn gælder i 3 år fra godkendelsesdatoen. Valgnævnet kan forlænge godkendelsen med et år hvis der er særlige omstændigheder.
Når et partinavn er godkendt, kan partiet starte indsamling af vælgererklæringer via vælgererklæring.dk. En vælger der støtter et partis opstilling, kan enten give sin e-mailadresse eller sit CPR-nummer til partiet. Partiet skal så indtaste e-mailadressen eller CPR-nummeret i vælgererklæring.dk. Hvis man har oplyst en e-mailadresse, får man tilsendt en e-mail med et link til vælgererklæring.dk hvor man kan logge ind med NemID, og erklære sin støtte til partiet. Hvis man har oplyst sit CPR-nummer, får man i stedet tilsendt en vælgererklæring på papir som man skal udfylde, underskrive og sende til partiet. Når partiet modtager blanketten, skal partiet indtaste vælgererklæringen i vælgererklæring.dk.
En vælgererklæring er kun gyldig i 18 måneder efter den er afgivet. Hvis partiet opnår tilstrækkeligt med vælgererklæringer til at blive opstillingsberettiget, skal det anmelde sig til Økonomi- og Indenrigsministeriet for at blive opstillingsberettiget. Hvis ministeriet kan godkende vælgererklæringerne, vil partiet blive opstillingsberettiget indtil det næste folketings- eller Europa-Parlamentsvalg, eller i 18 måneder fra anmeldelsen hvis det er længere tid.
Vælgere må ikke støtte mere end et parti ad gangen, men det er muligt at trække en vælgererklæring tilbage og efterfølgende give en ny vælgererklæring til et andet parti. Når et parti har anmeldt sig for at blive opstillingsberettiget, kan dets vælgererklæringer dog ikke længere trækkes tilbage.

## Registrerede vælgererklæringer
På webportalen vaelgererklaering.dk som tilhører Social- og Indenrigsministeriet, kan man løbende se antal indsamlede vælgererklæringer for de partier som er i gang med en indsamling.